# 이누코로 시노부
이누코로 시노부(犬寄しのぶ) 미디어 믹스 프로젝트(D4DJ)의 등장인물.유닛 'Peaky P-key'의 멤버.
CV:다카기 미유

## 인물
PeakyP-key의 DJ담당. DJ로서의 실력은 높고, 「DJ 쿠노이치」라고 하는 두 개의 이름을 가진다.
할아버지는 전설적 DJ 유닛 L.M.O의 이누키 덴노죠(CV타케나카 나오토)이며 시노부도 어릴 때부터 음악에 친숙해졌다.(유소년은 'DJ의 병'을 자칭했지만, 이것을 뒤집어쓰면 화를 낸다.)
요요 학원의 리믹스 콘테스트에서는 톱의 단골이며, 프로 뮤지션의 편곡을 하청 받기도 한다.
같은 유닛의 야마노테 쿄코와는 구면인 사이로, 서로 라이벌 마음을 가지면서도 실력을 인정하는 파트너.
유년기부터 할아버지의 영향으로 곳간의 2층을 놀이터로서 하고 있어, 지나가는 히비키코로부터는 「잡힌 공주」라고 생각되고 있었다.(덧붙여서 아이모토 린쿠는 쿄코로부터 그것을 듣고 있어, 「All Mix」10화에서는 린쿠가 그것에 대해 말하고 있는 장면이 있었다)
중학생 무렵에 알게 된 이후, 쿄코에 의한 거듭되는 공격을 무시하고 있었지만, 어느 라이브 후의 교환을 계기로 서로를 이해해, 유닛을 짜기에 이르렀다.
현재는 곳간의 2층이 그녀의 음악 활동의 거점이 되고 있으며, DJ 기자재와 신디사이저가 진열되어 있다.
귀중한 기재도 많은 것 같고, 애니메이션 「First Mix」에서 마찬가지로 DJ 아카시 마사히데가 그녀의 곳간을 방문했을 때는, 지금까지의 고민을 잊을 정도의 흥미를 가지고 있었다.
취미인 인터넷 게임 방면에서도 유명인.그 솜씨는 솔로 모드인 FPS라면 누구에게도 뒤지지 않는다는 것.
같은 게임을 취미로 하는 오오나루토 무니란, 「이누코로 시노부」 「오나루토 무니」라고 풀 네임으로 서로 부르는 호적수. 무니와는 앙숙인 사이.
귀여운 것을 좋아하는 후쿠시마 노아로부터의 열렬한 접근은 서투른 모양.
샌드위치, 주먹밥 등 간편하게 먹을 수 있는 음식을 선호한다.미각에 관해서는 아이의 것으로, 야채 중에서 특히 피망 등의 쓴 것은 질색.
덧붙여서 인무곡의 츠키미야마 나기사와는 사촌 자매의 관계에 있으며, 나기사를 '나기'라고 부르고 있다.
냉증으로 추위를 잘 탄다.추운 날 방 안에서는 대개 두꺼운 토끼 그림 양말을 신고 있어 환기 때는 방한구 풀장비 상태가 된 뒤 창문을 열 정도.(린쿠에게도 「나가려고 했어?」라고 묻고 있다.그 정도 수준의 두꺼운 옷이라서, 그렇게 들어도 어쩔 수 없다.)
사실은 불곰과 맨손으로 격투해도 상처가 없는 상태로 있을 수 있다. (푸치미쿠요리)